# Episodi di Geni per caso (seconda stagione)
La seconda stagione della serie televisiva Geni per caso è andata in onda originariamente su Network Ten dal 19 agosto 2005 all'8 aprile 2006. In Italia il telefilm è stato mandato in onda in esclusiva da Disney Channel dal 2006 e, in seguito, in prima TV in chiaro su Rai 3 dal 9 gennaio 2007.
| nº | Titolo originale             | Titolo italiano          | Prima TV Australia | Prima TV Italia |
| -- | ---------------------------- | ------------------------ | ------------------ | --------------- |
| 1  | The Files                    | Mosche                   | 19 agosto 2005     | 2006            |
| 2  | Sweet Dreams                 | Acchiappa sogni          | 26 agosto 2005     |                 |
| 3  | Superfish                    | Olio di foca             | 2 settembre 2005   |                 |
| 4  | Fever                        | Febbre                   | 9 settembre 2005   |                 |
| 5  | A Friend in Need             | Un amico nei guai        | 16 settembre 2005  |                 |
| 6  | The Great Dork               | L'antenato               | 23 settembre 2005  |                 |
| 7  | Close Call                   | Corsa contro il tempo    | 30 settembre 2005  |                 |
| 8  | Ring of Confidence           | L'anello della sicurezza | 7 ottobre 2005     |                 |
| 9  | Misty                        | Misty                    | 14 ottobre 2005    |                 |
| 10 | Catch Me If You Can          | L'appuntamento           | 21 ottobre 2005    |                 |
| 11 | Koala in the Mist            | Koala nella nebbia       | 28 ottobre 2005    |                 |
| 12 | A Day in the Life            | Gara di resistenza       | 4 novembre 2005    |                 |
| 13 | Bolt from the Blue           | Colpo di fulmine         | 11 novembre 2005   |                 |
| 14 | The Weakest Link             | Il segreto               | 18 novembre 2005   |                 |
| 15 | Talk to the Animals          | Linguaggio animale       | 25 novembre 2005   |                 |
| 16 | Verity from the Black Lagoon | Il mostro della palude   | 2 dicembre 2005    |                 |
| 17 | The Truth is Out There       | Il siero della verità    | 9 dicembre 2005    |                 |
| 18 | Air Dog                      | Cane volante             | 16 dicembre 2005   |                 |
| 19 | Crazy For You                | Assistente personale     | 17 febbraio 2006   |                 |
| 20 | Time Loop                    | Anello temporale         | 24 febbraio 2006   |                 |
| 21 | Underwater                   | Tossine pericolose       | 3 marzo 2006       |                 |
| 22 | Ghost Girl                   | Il fantasma              | 10 marzo 2006      |                 |
| 23 | Spider Boy                   | Spider bot               | 17 marzo 2006      |                 |
| 24 | Meet the Parents             | Ti presento i miei       | 24 marzo 2006      |                 |
| 25 | Jack Makes His Move          | Jack in azione           | 1º aprile 2006     |                 |
| 26 | King Cuddly                  | King Koala               | 8 aprile 2006      |                 |

## Mosche
Dina è fuori per un anno di studi all'estero e al suo posto arriva la cugina di Toby, Sacha. Elizabeth è ritornata un genio, mentre Toby è ancora una persona normale. Lei cercherà di farlo cadere in un tranello, ma al suo posto ne rimarranno vittime Russ e Sacha, diventando mosche. Per salvarli, Toby ritornerà un genio.
flash geniale: Toby

## Acchiappa sogni
Elizabeth è arrabbiata con Sacha perché ha preso un voto più alto del suo, così cercherà di non farle esporre la sua ricerca facendole diventare realtà la sua più grande paura: le farà cadere i denti, ma tutto si risolverà per il meglio con l'aiuto di Toby.
flash geniale: Toby &  Elizabeth

## Olio di foca
Toby è innamorato di Nikki e per fare colpo su di lei cercherà di entrare nella squadra di nuoto inventando un particolare olio di foca che lo farà andare più veloce.
flash geniale: Toby 

## Febbre
Elizabeth sta davvero male e questo la porta a comportarsi bene con gli altri. È in pessime condizioni e si farà teletrasportare da Verity nel laboratorio di Toby per farsi aiutare da lui. Toby avrà un colpo di genio che gli permetterà di salvare la vita a Elizabeth.
flash geniale: Toby &  Elizabeth (4)

## Un amico nei guai
Toby rompe il modellino di scienze di Nikki e per questo lei non potrà andare al raduno di nuoto. La sua ultima invenzione sono state delle tute che fanno prendere l'aspetto di altre persone e in questo modo, Russ e Sacha lo aiuteranno a risolvere il guaio.
flash geniale: nessuno

## L'antenato
Russ crede di essere un fesso come tutti gli Skinner e così Toby inventa una macchina del tempo per fargli vedere che non è così. Il portale si aprirà in un secolo sbagliato e Russ verrà riportato nella preistoria.
flash geniale: Toby 

## Corsa contro il tempo
Il professore di scienze deve andare nella torre della scuola per aggiustare l'orologio. Lì si trova il laboratorio di Elizabeth, che è costretta a portare via tutto per non far scoprire il suo segreto. Jack, che ha dei sospetti, per indagare finisce vittima dell'ultimo esperimento di Elizabeth.
Toby, Sasha, Russ, Verity, Garth ed Elizabeth uniranno le forze per risolvere al meglio il guaio.
flash geniale: nessuno

## L'anello della sicurezza
Nikki sarà la rappresentante femminile della scuola dei ragazzi nella gara di nuoto. In questi ultimi tempi però, non nuota più come una volta, quindi Toby le costruisce un anello che, casualmente, finisce nelle mani di Verity.
flash geniale: Toby &  Elizabeth

## Misty
Per esaudire il sogno nel cassetto di Toby, Elizabeth fabbrica un meccanismo che li teletrasporta nel far west. Le cose però si non vanno come previsto e i due si troveranno sequestrati da una banda di criminali. Alla fine Toby riesce a salvare Elizabeth, ma proprio mentre tra i due sembra scattare qualcosa, Russ rompe il macchinario di Elizabeth riportandoli entrambi nel mondo reale.  Nel frattempo Sacha rincontra il suo cavallo Misty che non vedeva più da quando si era trasferita.
flash geniale: Toby &  Elizabeth

## L'appuntamento
Toby ha il suo primo appuntamento con Nikki e nel frattempo Jack si infila nell'abitazione del genio per rubargli una sua nuova invenzione. Nel frattempo Elizabeth inventa un modo per diventare invisibile e si mette a spiare l'appuntamento dei due ragazzi.
flash geniale: Elizabeth

## Koala nella nebbia
Jack prende il raggio riducente di Elizabeth e involontariamente fa diventare gigante un koala. Toby, con la sua nuova invenzione, riesce a rimettere tutto al proprio posto e a non svelare il suo segreto di genio.
flash geniale: Toby 

## Gara di resistenza
Russel e Sacha si scambiano di corpo e devono mettersi alla prova su come si vive nei panni dell'amico. Russel, nel corpo di Sacha deve giocare una partita a hockey, mentre Sasha, nel corpo di Russel deve superare la gara di mangiatore di pizza.
flash geniale: Toby 

## Colpo di fulmine
Il ballo della scuola si svolgerà al caffè di Jack e Nikki. Toby invita quest'ultima al ballo con lui, ma Elizabeth, lo costringerà ad accompagnarla. Alla fine però Toby riuscirà a scusarsi con Nikki e i due si scambieranno un bacio sotto gli occhi disperati di Elizabeth.
flash geniale: Elizabeth

## Il segreto
Jack si intrufola nel laboratorio di Toby e mette le mani sulla sua nuova, ma che possiamo ricordare, invenzione: torna alle prese con un dinosauro. E come era già successo nella prima edizione, questo animale preistorico si ingrandisce notevolmente, ma Toby riporterà tutto alla normalità.
flash geniale: nessuno

## Linguaggio animale
Con lo scopo di passare più tempo con lui, Elizabeth modifica gli impulsi del cervello di Toby attraverso alcune scosse. Una di queste va a Sacha che riuscirà a parlare con gli animali.
flash geniale: Toby (2) &  Elizabeth

## Il mostro della palude
Elizabeth sta raccogliendo dei fiori da una palude per portare a termine il suo nuovo esperimento. Verity si rovescia questo liquido addosso e si trasforma in un mostro.
flash geniale: Toby 

## Il siero della verità
Elizabeth vuole impedire a Sacha e Toby di conquistare il primo posto nella gara dove i vincitori rappresenteranno la scuola. Così crea un siero della verità per farsi dire da Russel quello che Sacha e Toby costruiranno. Jack scopre il laboratorio di Elizabeth, prenderà il siero e lo userà contro di lei per farsi dire come ha fatto a diventare un genio. Sacha però, farà esplodere il suo "capolavoro scientifico" per la gara e così Jack non otterrà quello che vuole. Alla fine Verity testerà il siero anche su Elizabeth riuscendo a farle ammettere che in verità l'amica le vuole bene.
flash geniale: Elizabeth

## Cane volante
Una ricca benefattrice arriva a scuola per fare una donazione. Il professore di scienze dovrà occuparsi del cane della signora, ma siccome disturba la lezione, manda Russel e Toby a fargli fare una passeggiata. Jack trova un altro modo per ricattare Toby: userà l'ultima invenzione del genio per metterlo nei guai e così Toby sarà costretto a dirgli il suo segreto.
flash geniale: Toby 

## Assistente personale
Elizabeth è stufa della poca "professionalità" di Verity e Garth, così si costruisce un robot che però le si rivolterà contro intrappolandola nel laboratorio. Nel frattempo Toby sta cercando un modo per farsi perdonare da Nikki, in quanto si è accorto che la trascura troppo. I suoi piani per trascorrere una tranquilla giornata con la ragazza, però sfumano quando Toby si trova costretto a salvare Elizabeth dal robot da lei stessa creato.
flash geniale: Toby &  Elizabeth

## Anello temporale
Elizabeth intrappola Toby in un anello temporale, in questo modo gli fa rivivere sempre lo stesso giorno, però modificando i fatti come le pare e piace.
flash geniale: nessuno

## Tossine pericolose
Elizabeth sta lavorando a una nuova invenzione, per la quale serve il veleno di un polpo. Garth, mentre cercava di intossicare Russel, quest'ultimo colpisce il professor Woots con una palla imbevuta del veleno. Elizabeth, mentre cerca di preparare l'antidoto viene morsa dal polpo e così toccherà a Toby a salvare la sua amica-nemica e il professore.
flash geniale: nessuno

## Il fantasma
Alla scuola dei ragazzi arriva una delle più grandi star di Hollywood: Nadine Sterling, per passare un po' di giorni tranquillamente prima di riprendere le riprese di un film tratto da una storia vera. Su consiglio di Russel, tutta la scuola va a visitare il set, che sarebbe una casa di cui si dice sia il posto in cui una ragazza è stata gettata dal balcone dal marito, e su questa storia viene fatto il film. Nadine, con un effetto speciale, spaventa i ragazzi e soprattutto Elizabeth che, sentendosi presa in giro, decide di vendicarsi con l'aiuto di Verity e Garth
flash geniale: Toby &  Elizabeth

## Spider boy
Arriva Rodnie, il cugino di Garth, che si mette a fare scherzi a tutti, perfino al professore di scienze. Garth, per tenerlo buono fino alla fine delle lezioni, lo porta all'interno del laboratorio di Elizabeth, dove verrà morso da un ragno modificato geneticamente dal genio. Questo lo porterà ad assumere le caratteristiche di un aracnide.
flash geniale: Elizabeth

## Ti presento i miei
Toby incontra per la prima volta i genitori di Nikki. Garth, invitato a casa da Jack, con la nuova invenzione di Elizabeth, porta Toby ad avere gli atteggiamenti di una rana per fargli fare brutta figura.
flash geniale: Elizabeth

## Jack in azione
Con la scusa di aiutare Elizabeth a far ingelosire Toby, Jack si mette con lei per scoprire il segreto del suo genio. Lei però si innamora davvero e non si rende conto dell'inganno.
flash geniale: Toby

## King koala
Jack riesce a convincere Elizabeth a togliere il potere di genio a Toby. In verità il giovane intende cancellare i poteri di entrambi e diventare l'unico genio. Toby ed Elizabeth, scoperto l'inganno però, riescono a fuggire appena in tempo. Mentre cercano di fermare Jack, il koala ritorna un gigante e porta scompiglio nella scuola: mentre Toby ferma Jack e riesce con l'aiuto di Russ e Sasha a togliergli i poteri, cattura Elizabeth e se la porta con sé in cima a un ponte.  Toby riuscirà a salvarla, modificando una tavola da surf con un sistema antigravità di sua invenzione e abbaglia i koala, mentre Sasha colpisce il Koala con il raggio miniaturizzante per farlo tornare alle dimensioni normali, in questo modo salva Elizabeth e alla fine tra i due ci sarà un bacio. Che sia l'inizio di una storia per i due? La scuola è finita e nella stanza di Toby , Sasha e Russ accudiscono il Koala a dimensioni normali, mentre Toby è steso pensante sul letto e ora possiede sia la macchina per attivare il raggio folgorante che il raggio per alterare le dimensioni. Accidentalmente Russ attiva il raggio per alterare le dimensioni e di nuovo il koala si ingigantisce distruggendo in parte la stanza di Toby (similmente al T-Rex del primo episodio), e sull'immagine di Toby, Russ e Sasha, con un finale aperto si conclude la serie. 
flash geniale: Toby & Jack